# Anthocharis limonea
Anthocharis limonea is een vlindersoort uit de familie van de Pieridae (witjes), onderfamilie Pierinae.
Anthocharis limonea werd in 1871 beschreven door Butler.